# ФК Бирмингем Сити
Фудбалски клуб Бирмингем Сити (енгл. Birmingham City Football Club), професионални енглески фудбалски клуб који се тренутно такмичи у  Чемпионшипу, другом рангу такмичења.
Клуб је основан 1875. године. Највећи успех у историји клуба је освајање Лига купа 1963, 2011. и финале 2001. у ФА купу, а клуб је стизао до финала 1931. и 1956.

## Бирмингем Сити у европским такмичењима
| Сезона   | Такмичење             | Рунда         | Држава                                           | Екипа         | Резултат      |
| -------- | --------------------- | ------------- | ------------------------------------------------ | ------------- | ------------- |
| 1955/58. | Куп сајамских градова | група         | Италија                                          | Интер         | 2-1, 0-0      |
|          |                       | група         | Социјалистичка Федеративна Република Југославија | Загреб XI     | 1-0, 3-0      |
|          |                       | полуфинале    | Шпанија                                          | Барселона     | 4-3, 0-1, 1-2 |
| 1958/60. | Куп сајамских градова | осмина финала | Њемачка                                          | Келн XI       | 2-2, 2-0      |
|          |                       | четвртфинале  | Социјалистичка Федеративна Република Југославија | Загреб XI     | 1-0, 3-3      |
|          |                       | полуфинале    | Белгија                                          | Унион Сен Жил | 4-2, 4-2      |
|          |                       | финале        | Шпанија                                          | Барселона     | 0-0, 1-4      |
| 1960/61. | Куп сајамских градова | осмина финала | Мађарска                                         | Ујпешт Дожа   | 3-2, 2-1      |
|          |                       | четвртфинале  | Данска                                           | Копенхаген    | 4-4, 5-0      |
|          |                       | полуфинале    | Италија                                          | Интер         | 2-1, 2-1      |
|          |                       | финале        | Италија                                          | Рома          | 2-2, 0-2      |
| 1961/62. | Куп сајамских градова | осмина финала | Шпанија                                          | Еспањол       | 2-5, 1-0      |

## Играчи

### Повучени бројеви
- 22 – Џад Белингам[1]